# La Vila Joiosa
La Vila Joiosa in valenciano (Villajoyosa in castigliano), è un comune spagnolo situato nella comunità autonoma Valenciana.

## Amministrazione

### Gemellaggi
- Vitré